# Johanna van Bar (1415-1462)
Johanna van Bar (1415-1462) was het enige kind van Robert van Bar en van Johanna van Bethune. In opvolging van haar vader werd zij in 1415 gravin van Soissons. Zij bestreed René I van Anjou over de opvolging in Bar. Het kwam pas in 1433 tot een vergelijk, waarbij René zijn aanspraken op Guise liet vallen, terwijl Johanna haar aanspraken op Bar liet vallen. Hetzelfde jaar huwde Johanna met Lodewijk van Saint-Pol (1418-1475), neef en erfgenaam van haar stiefvader Jan II van Luxemburg-Ligny. Zij werd de moeder van:
- Jan (-1476), graaf van Marle en van Soissons
- Peter II (-1482)
- Karel (1447-1509), bisschop van Laon
- Antoon (-1519), graaf van Roucy, van Brienne en van Ligny, gehuwd met Antoinette van Bauffremont, gravin van Charny
- Jacoba (-1511), in 1455 gehuwd met Filips van Croy (-1511), graaf van Porcien
- Helena (-1488), in 1466 gehuwd met Jan van Savoie (-1491), baron van Faucigny.